# Gekko tawaensis
Gekko tawaensis (japanisch タワヤモリ Tawa-Yamori) ist eine Geckoart, die im Süden Japans verbreitet ist.

## Merkmale
Gekko tawaensis ist etwa 11 Zentimeter lang. Die Grundfarbe ist dorsal (rückseitig) am Rumpf dunkelgrau mit unregelmäßigen Flecken, die am Schwanz in Querbänder übergehen.
Der Karyotyp besteht aus 2n=38 Chromosomen mit insgesamt 56 Chromosomenarmen (fundamental number). Die ersten beiden Chromosomenpaare sind deutlich größer als die nachfolgenden Paare. Dabei ist das Paar 1 submetazentrisch (Centromer zwischen Mitte und Ende) und Paar 2 metazentrisch (Centromer in der Mitte). Von den übrigen Paaren ist 18 metazentrisch, 15 submetazentrisch, 3, 5, 7, 9 und 16 subtelozentrisch und die restlichen Paare 4, 6, 8, 10–15, 17 und 19 akrozentrisch (Centromer am Ende, der kürzere Arm sehr klein). Bei Paar 19 gibt es neben dem Centromer noch eine sekundäre Einschnürungsstelle. Der Karyotyp ist in Anzahl und Morphologie der Chromosomenpaare identisch mit der Art Gekko yakuensis.

## Lebensweise und Lebensraum
Die Geckos der Art Gekko tawaensis leben in Primär- und Sekundärvegetation in Küstennähe sowie in flacheren, bewaldeten Bergregionen. Sie sind teilweise auch in städtischen Randzonen anzutreffen, häufiger jedoch in natürlichen, felsigen Umgebungen. Dabei bilden sie meist Gruppen von 10 oder mehr Individuen. Sie klettern auch gelegentlich auf Bäume. Ihre Beute besteht aus kleineren Insekten. Die Weibchen legen ihre Eier im Juni bis August in einem Gelege zwischen Felsen ab. Im Winter sind die Geckos inaktiv und halten sich in Felsspalten auf. Die Geckos können Menschen schmerzhaft beißen.

## Verbreitung und Gefährdung

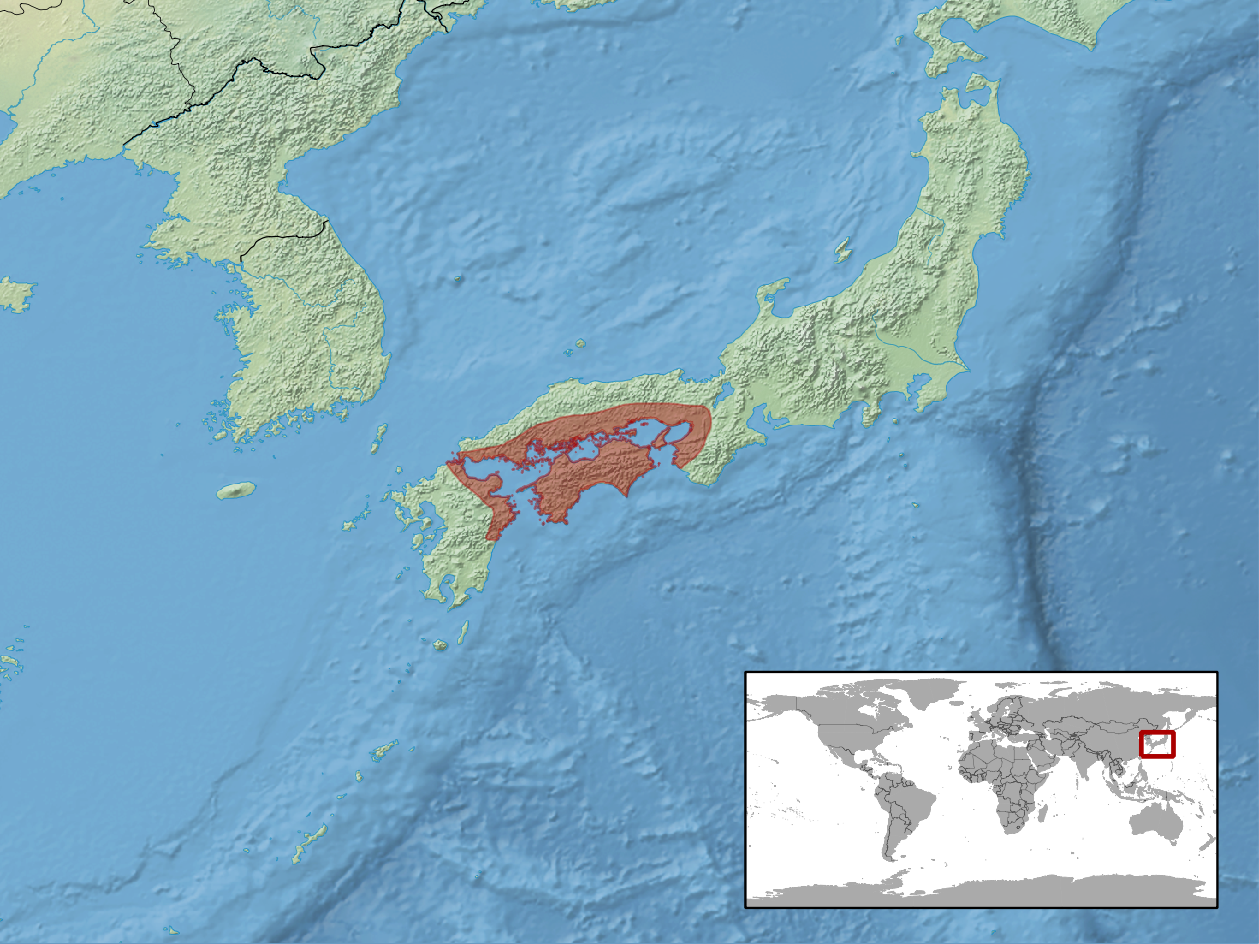
Verbreitungsgebiet

Der Gekko tawaensis ist in Japan endemisch, d. h. ausschließlich dort verbreitet. Er findet sich an den Küsten rund um die Seto-Inlandsee auf den Hauptinseln Shikoku, Honshū und Kyūshū sowie zahlreichen kleineren Inseln. Darüber hinaus ist er auf Shikoku auch an der Pazifikküste verbreitet.
Der Bestand der Gekkoart ist durch Abnahme und Fragmentierung von Lebensräumen durch Landwirtschaft und Bergbauindustrie vermutlich rückläufig. Aufgrund des relativ großen Verbreitungsgebiets wird die Art jedoch von der IUCN als nicht gefährdet (least concern) eingestuft, wohingegen sie auf der nationalen Roten Liste gefährdeter Reptilien Japans bereits als potentiell gefährdet (near threatened) eingestuft ist.

## Taxonomie
Die Art wurde 1956 von dem japanischen Zoologen Yaichirō Okada erstbeschrieben anhand eines Weibchens aus der namensgebenden Bergregion Tawa im Norden Shikokus, die innerhalb des Stadtgebiets von Sanuki und der Präfektur Kagawa liegt.
Es werden keine Unterarten unterschieden.
Eine genetische Untersuchung zeigte jedoch aufgrund der Fragmentierung der Lebensräume eine Aufteilung in mehrere Subpopulationen. Introgression mit der conspezifischen Art Gekko japonicus wurde beobachtet.
Weitere in Japan verbreitete Arten der Gattung Gekko sind G. hokouensis, G. shibatai (jap. タカラヤモリ, Takara-Yamori), G. vertebralis (jap. アマミヤモリ, Amami-Yamori) und G. yakuensis (jap. ヤクヤモリ, Yaku-Yamori).